# Luis Manuel Otero Alcántara
Luis Manuel Otero Alcántara (narozen 2. prosince 1987 v Havaně) je kubánský performer a spoluzakladatel kubánského opozičního hnutí Movimiento San Isidro. Časopis Time ho v září 2021 označil za jednoho ze 100 nejvlivnějších lidí roku. Amnesty International ho uvádí jako „vězně svědomí“.

## Život
Luis Manuel Otero Alcántara vyrostl v San Isidro, jedné z mnoha znevýhodněných čtvrtí ve staré Havaně, kde je většina lidí chudá. Kvůli svému disidentství se opakovaně dostal do konfliktu s kubánskou státní mocí. Vedl kampaň za práva černochů a odsuzoval chudobu a rasismus na Kubě, všechny problémy, které by podle socialistické ideologie měly být po vítězství revoluce minulostí. Od roku 2017 byl mnohokrát zatčen, vystaven neustálému sledování a organizovaným pomlouvačným kampaním známým na Kubě jako Actos de Repudios. Jeho umělecká díla byla pravidelně zabavována. V listopadu 2020 držel  protestní hladovku. Další hladovku držel v dubnu 2021. Když kumulativní problémy socialistického špatného hospodaření, zpřísněné americké embargo a koronavirová pandemie vedly 11. července 2021 ke spontánním celonárodním protestům, Otero Alcántara byl znovu zatčen. V červnu 2022 byl odsouzen k pěti letům vězení za „urážku symbolů vlasti, pohrdání soudem a narušování veřejného pořádku“.